# Manfred Reichstein
Manfred Reichstein (* 18. April 1928 in Dresden; † 11. Oktober 2012) war ein deutscher Geologe. Er war Professor am Fachbereich Geologie der Martin-Luther-Universität Halle-Wittenberg.

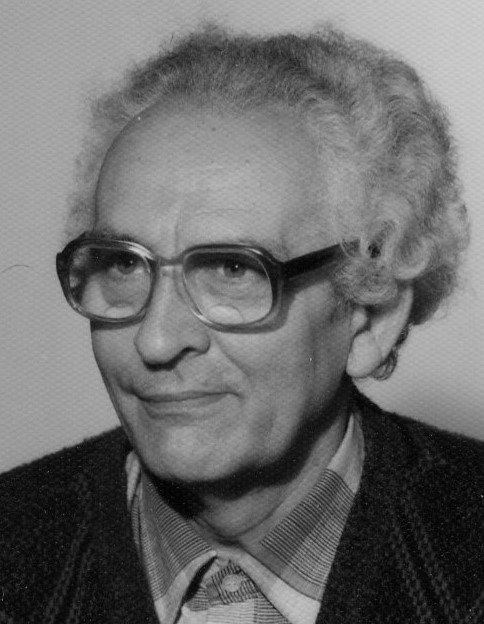
Prof. Manfred Reichstein

## Leben
Manfred Reichstein wuchs als einziger Sohn in der Familie eines Bahnhofvorstehers ab 1939 in Halle/Saale auf. Nach dem Abitur 1947 studierte er an der Martin-Luther-Universität von 1948 bis 1953 Geologie. Nach einer Zeit als betreuender Geologe des Bergbaus in Elbingerode im Harz wurde er 1956 wissenschaftlicher Assistent am Institut für Geologie der Martin-Luther-Universität. 1961 erfolgte die Habilitation mit einer Arbeit über die geologische Deckenbautheorie im Harz. In den sechziger Jahren war er Mitglied des Vorstandes der Gesellschaft für Geologische Wissenschaften der DDR. In den siebziger Jahren wandte er sich der Astrogeologie zu, begründete ohne jeden Forschungsauftrag oder entsprechende Forschungsmittel die Planetologie der DDR und führte 1978 in Cottbus die erste nationale planetologische Tagung durch. Dem Hochschuldozenten Reichstein wurde in den Jahren der DDR die anstehende Professur für seine Leistungen vorenthalten, da er dem politischen System zu viel Kritik entgegenstellte; seine Forschungstätigkeit waren extrem eingeschränkt worden. Geologische Exkursionen endeten auch für ihn ab 1966 am Eisernen Vorhang. Er konnte noch populärwissenschaftliche Bücher zu Themen der Geologie und Astronomie veröffentlichen.
Nach der Wende konnte die Martin-Luther-Universität Manfred Reichstein in seinen letzten Berufsjahren bis 1994 zu seiner späten Genugtuung noch zum Professor der Geologie mit eigenem Lehrstuhl berufen.
Mit Ehefrau Helga (* 20. Dezember 1928, Geologin) hatte er drei Söhne: Jürgen Reichstein (Mathematiker), Rainer Reichstein (Physiker) und Thomas Reichstein (Bildhauer).
Manfred Reichstein war Ehrenvorsitzender der von ihm wiedergegründeten Sektion Halle/Saale des Deutschen Alpenvereins.

## Leistungen
Manfred Reichstein forschte zur geologischen Deckenbautheorie des Harzes. Er entdeckte dabei die Möglichkeit, mit Hilfe von Conodonten, mikroskopisch kleinen, zahnartigen Überresten, eine Alterseinstufung von Kalksteinen vorzunehmen. Er bearbeitete Themen der geologischen Fernerkundung und entwickelte eine Systematik der Schneekristalle in Abhängigkeit von Temperatur, Luftdruck und Entstehungshöhe.

## Werke
- Kometen, kosmische Vagabunden. Verlag Deutsch Harri GmbH (Mai 1991), ISBN 978-3871448478
- Die Erde, Planet unter Planeten. Verlag Neues Leben, (1982)
- Die Stratigraphie der Hercynkalke bei Güntersberge im Unterharz und das Problem der Hercynkalkentstehung. Akademie-Verlag Berlin, (1962)
- Jupiter und seine Begleiter. Hrsg.: Zeiss-Planetarium der Carl-Zeiss-Stiftung, Jena, 1989, ISBN 3-910036-01-5
- Saturn und seine Eiskörperwelt- Hrsg.: Planetarium der Carl-Zeiss-Stiftung, Jena, 1988
- Die fazielle Sonderentwicklung im Elbingeröder Raum des Harzes., Halle, Martin-Luther-Universität, mathematisch-naturwissenschaftliche Fakultät, Dissertation vom 20. Juni 1957